# 시와 (가수)
시와는 대한민국의 여성 인디 싱어송라이터다.

## 약력
2006년 클럽 빵에서 공연하면서 활동하기 시작했다. 예명은 이집트에 있는 오아시스가 있는 사막이자 서교호텔 뒤에 있던 맥주바에서 따왔다고 밝히고 있다.
공연을 돌다가 2007년 빵 컴필레이션 Vol 3.에 '화양연화'를 수록하면서 녹음 작업을 시작한 그녀는 같은 해 싱글 시와를 내놓았다. 2009년, RAINBOW 99 (류승현)과 협업 작업인 시와무지개의 첫 앨범 We Are All Together를 발매했다.
2010년 2월 오지은의 프로듀싱으로 첫 앨범 소요를 발매했다.

## 음반 목록

### 정규 음반
- 소요 (逍遙) (2010년 2월 25일)

### 싱글
- 시와 (2007년 11월 2일)

## 참조
1. ↑  Hyang Music 향뮤직
2. ↑  “보관된 사본”. 2016년 3월 4일에 원본 문서에서 보존된 문서. 2010년 3월 20일에 확인함.